# العلاقات الإثيوبية الميكرونيسية
العلاقات الإثيوبية الميكرونيسية هي العلاقات الثنائية التي تجمع بين إثيوبيا وولايات ميكرونيسيا المتحدة.

## مقارنة بين البلدين
هذه مقارنة عامة ومرجعية للدولتين:
| وجه المقارنة                                              | إثيوبيا                        | ولايات ميكرونيسيا المتحدة |
| --------------------------------------------------------- | ------------------------------ | ------------------------- |
| المساحة (كم2)                                             | 1.10 مليون                     | 702                       |
| عدد السكان (نسمة)                                         | 104.96 مليون                   | 105.54 ألف                |
| الكثافة السكانية (ن./كم²)                                 | 95.42                          | 15.03 ألف                 |
| العاصمة                                                   | أديس أبابا                     | باليكير                   |
| اللغة الرسمية                                             | اللغة الأمهرية                 | لغة إنجليزية              |
| العملة                                                    | بير إثيوبي                     | دولار أمريكي              |
| الناتج المحلي الإجمالي (بليون دولار)                      | 80.56 مليار                    | 336.43 مليون              |
| الناتج المحلي الإجمالي (تعادل القوة الشرائية) بليون دولار | 161.90 مليار                   | 365.27 مليون              |
| الناتج المحلي الإجمالي الاسمي للفرد دولار أمريكي          | 619                            | 3.02 ألف                  |
| الناتج المحلي الإجمالي للفرد دولار أمريكي                 | 1.50 ألف                       |                           |
| مؤشر التنمية البشرية                                      | 0.442                          | 0.640                     |
| رمز المكالمات الدولي                                      | +251                           | +691                      |
| رمز الإنترنت                                              | .et                            | .fm                       |
| المنطقة الزمنية                                           | ت ع م+03:00، توقيت شرق أفريقيا |                           |

## منظمات دولية مشتركة
يشترك البلدان في عضوية مجموعة من المنظمات الدولية، منها:
| علم المنظمة | اسم المنظمة                                 | تاريخ انضمام إثيوبيا | تاريخ انضمام ولايات ميكرونيسيا المتحدة |
| ----------- | ------------------------------------------- | -------------------- | -------------------------------------- |
|             | مؤسسة التنمية الدولية                       | 11 أبريل 1961        | 24 يونيو 1993                          |
|             | منظمة حظر الأسلحة الكيميائية                | ?                    | ?                                      |
|             | الأمم المتحدة                               | 13 نوفمبر 1945       | 17 سبتمبر 1991                         |
|             | وكالة ضمان الاستثمار متعدد الأطراف          | 13 أغسطس 1991        | 11 أغسطس 1993                          |
|             | مؤسسة التمويل الدولية                       | 20 يوليو 1956        | 24 يونيو 1993                          |
|             | مجموعة دول أفريقيا والكاريبي والمحيط الهادئ | ?                    | ?                                      |
|             | البنك الدولي للإنشاء والتعمير               | 27 ديسمبر 1945       | 24 يونيو 1993                          |
|             | الاتحاد الدولي للاتصالات                    | 20 فبراير 1932       | 18 مارس 1993                           |
|             | يونسكو                                      | 1 يوليو 1955         | 19 أكتوبر 1999                         |

## وصلات خارجية
- موقع وزارة الخارجية الإثيوبية